# Unione Sportiva Salernitana 1919 2020-2021
Questa voce raccoglie le informazioni riguardanti l'Unione Sportiva Salernitana 1919 nelle competizioni ufficiali della stagione 2020-2021.

## Stagione
Dopo il deludente decimo posto della stagione precedente, con il conseguente mancato aggancio dei play-off, l'ex tecnico Gian Piero Ventura rassegna le dimissioni che faranno da preludio al suo ritiro dall'attività agonistica nell'annata successiva 
Per affrontare il 30º torneo cadetto della sua storia la Salernitana affida la panchina a Fabrizio Castori, già alla guida tecnica dei granata nella stagione 2008-09.
La scelta del tecnico marchigiano viene accolta con scetticismo dalla tifoseria, a causa di un passato poco felice con quest'ultimo, sia dal punto di vista dei risultati che dei rapporti con il tifo organizzato.
La squadra, dopo il raduno in sede del 20 agosto, svolge il rituale romitaggio estivo dal 24 agosto al 5 settembre presso l'hotel Eden di Sarnano, tornando così nella località marchigiana quattro anni dopo la precedente esperienza con Giuseppe Sannino in panchina. Il 29 agosto viene sostenuta la prima uscita della nuova stagione: un'amichevole contro la Fermana terminata 1-1.
Il colpo del mercato estivo è rappresentato dall'ingaggio di Gennaro Tutino, talentuoso attaccante del Napoli, che viene acquisito con la formula del prestito con opzione di riscatto: l'operazione si concretizza il 25 settembre dopo un lungo corteggiamento estivo. L'attaccante partenopeo, dal canto suo, ripagherà la fiducia realizzando 14 reti (13 in campionato, più una marcatura in Coppa Italia), risultando così il miglior marcatore stagionale della squadra. Salutano invece i granata Alessio Cerci, svincolatosi per fine contratto e che si accorda con l'Arezzo, e Alessandro Rosina, che chiude la sua carriera agonistica.
In Coppa Italia, dopo aver battuto il Südtirol al secondo turno per 3-0, gli uomini di Fabrizio Castori vengono estromessi dalla competizione al terzo turno, per mano della Sampdoria di Claudio Ranieri.
Poco prima dell'inizio del campionato, il 12 settembre, durante un allenamento all'Arechi, alcuni componenti della tifoseria organizzata entrano all'interno della struttura, buttando in campo dei palloni e esponendo uno striscione contro il presidente Lotito.
Nonostante l'increscioso episodio, il campionato comincia con il piede giusto e la squadra si insedia stabilmente nei quartieri alti della classifica, ottenendo 12 punti nelle 6 partite iniziali. La striscia positiva si interrompe al settimo turno con la sconfitta esterna contro la SPAL.
Dopo il passo falso di Ferrara, la Salernitana vince tre partite consecutive, assumendo alla decima giornata (nella quale i granata vincono 1-0 contro il Cittadella) il comando della classifica per la prima volta da sei anni a questa parte. Alla sedicesima giornata i granata perdono il primato ma, nonostante un vistoso calo nelle prestazioni, culminato in tre sconfitte consecutive contro Monza, Pordenone ed Empoli, riescono a chiudere il girone di andata in terza posizione.
Nella finestra invernale di calciomercato la società rimpolpa le file dei centrocampisti con l'ingaggio di Mamadou Coulibaly dall'Udinese e di Sofian Kiyine dalla Lazio.
Nel girone di ritorno, pur non brillando in fase realizzativa (l'attacco salernitano alla fine risulterà solo il decimo più prolifico del campionato), i granata si distinguono per la solidità in difesa, grazie anche al nuovo arrivato Norbert Gyömbér. Con una chiusura di campionato in un crescendo rossiniano (7 vittorie nelle ultime 9 partite), i granata riescono a garantirsi il secondo posto alle spalle dell'Empoli e la promozione diretta in Serie A, a 22 anni di distanza dall'ultima partecipazione al massimo campionato (1998-99), emblematicamente raggiunta nella stessa data della precedente promozione: il 10 maggio.

## Divise e sponsor
Lo sponsor tecnico per la stagione 2020-2021 è Zeus Sport.
| Casa | Trasferta | Terza divisa |

## Organigramma societario
Area direttiva
- Amministratore unico: Luciano Corradi
- Consigliere: Claudio Lotito
- Presidente Collegio Sindacale: Ulderico Granata
- Sindaci: Stefano Di Natale, Massimiliano Troiani
- Segretario Generale: Rodolfo De Rose

Area comunicazione e marketing
- Area Marketing e Commerciale: Domenico Verdone, Claudio De Leonardis
- Area Biglietteria: Maria Vernieri
- Collaboratore Biglietteria: Gabriella Borgia
- Supporter Liaison Officer: Yuri D'Amato
- Ufficio Stampa: Gianfranco Lambiase
- Direttore organizzativo ed impianti: Giovanni Russo

Area sportiva
- Direttore sportivo: Angelo Mariano Fabiani
- Team Manager e Dirigente accompagnatore: Salvatore Avallone

Area tecnica
- Allenatore: Fabrizio Castori
- Vice Allenatore: Riccardo Bocchini
- Collaboratore tecnico: Manolo Pestrin
- Preparatori atletici: Carlo Pescosolido
- Preparatore dei Portieri: Paolo Foti
- Match Analyst: Marco Castori
- Addetto all'arbitro: Pietro Avella
- Magazziniere: Gerardo Salvucci, Rosario Fiorillo

Area sanitaria
- Responsabile Sanitario: Epifanio D’Arrigo
- Medico sociale: Epifanio d’Arrigo
- Fisioterapista: Angelo Mascolo, Davide Cuoco, Michele Cuoco
- Nutrizionista: Andrea Cioffi

## Rosa
Aggiornata al 1º febbraio 2021.
| N. |                                 | Ruolo | Calciatore                      |
| -- | ------------------------------- | ----- | ------------------------------- |
| 1  | Lituania (bandiera)             | P     | Marius Adamonis                 |
| 2  | Senegal (bandiera)              | C     | Mamadou Coulibaly               |
| 3  | Uruguay (bandiera)              | D     | Walter López                    |
| 4  | Italia (bandiera)               | D     | Marco Migliorini                |
| 4  | Polonia (bandiera)              | D     | Paweł Jaroszyński               |
| 5  | Italia (bandiera)               | D     | Valerio Mantovani               |
| 6  | Brasile (bandiera)              | D     | Felipe Curcio                   |
| 6  | Francia (bandiera)              | D     | Sanasi Sy                       |
| 7  | Costa d'Avorio (bandiera)       | A     | Cedric Gondo                    |
| 8  | Italia (bandiera)               | C     | Andrea Schiavone                |
| 9  | Italia (bandiera)               | A     | Gennaro Tutino                  |
| 10 | Italia (bandiera)               | A     | Emanuele Cicerelli              |
| 11 | Bosnia ed Erzegovina (bandiera) | A     | Milan Đurić                     |
| 12 | Italia (bandiera)               | P     | Alessandro Micai                |
| 13 | Italia (bandiera)               | D     | Ramzi Aya                       |
| 14 | Italia (bandiera)               | C     | Francesco Di Tacchio (capitano) |
| 15 | Argentina (bandiera)            | D     | Tiago Casasola                  |
| 16 | Cipro (bandiera)                | D     | Antreas Karo                    |
| 16 | Paesi Bassi (bandiera)          | C     | Reda Boultam                    |

| N. |                        | Ruolo | Calciatore           |
| -- | ---------------------- | ----- | -------------------- |
| 17 | Italia (bandiera)      | C     | Edoardo Iannoni      |
| 18 | Italia (bandiera)      | C     | André Anderson       |
| 19 | Norvegia (bandiera)    | A     | Julian Kristoffersen |
| 20 | Polonia (bandiera)     | C     | Tomasz Kupisz        |
| 21 | Stati Uniti (bandiera) | A     | Giuseppe Barone      |
| 23 | Italia (bandiera)      | P     | Guido Guerrieri      |
| 24 | Danimarca (bandiera)   | D     | Riza Durmisi         |
| 26 | Croazia (bandiera)     | D     | Luka Bogdan          |
| 27 | Polonia (bandiera)     | C     | Patryk Dziczek       |
| 28 | Italia (bandiera)      | C     | Leonardo Capezzi     |
| 31 | Marocco (bandiera)     | C     | Sofian Kiyine        |
| 32 | Italia (bandiera)      | A     | Niccolò Giannetti    |
| 33 | Albania (bandiera)     | D     | Frédéric Veseli      |
| 23 | Slovacchia (bandiera)  | D     | Norbert Gyömbér      |
| 48 | Italia (bandiera)      | A     | Mirko Antonucci      |
| 72 | Slovenia (bandiera)    | P     | Vid Belec            |
| 87 | Italia (bandiera)      | A     | Cristiano Lombardi   |
| 97 | Senegal (bandiera)     | D     | Joel Baraye          |

## Calciomercato

### Sessione estiva(dal 01/09 al 05/10)
| Acquisti         | Acquisti                      | Acquisti       | Acquisti                         |
| R.               | Nome                          | da             | Modalità                         |
| ---------------- | ----------------------------- | -------------- | -------------------------------- |
| P                | Marius Adamonis               | Lazio          | prestito                         |
| P                | Vid Belec                     | Sampdoria      | definitivo                       |
| P                | Guido Guerrieri               | Lazio          | definitivo                       |
| D                | Ramzi Aya                     | Pisa           | definitivo                       |
| D                | Joel Baraye                   | Padova         | prestito                         |
| D                | Luka Bogdan                   | Livorno        | prestito con obbligo di riscatto |
| D                | Norbert Gyömbér               | Perugia        | definitivo                       |
| D                | Frédéric Veseli               | Empoli         | definitivo                       |
| C                | André Anderson                | Lazio          | prestito                         |
| C                | Leonardo Capezzi              | Sampdoria      | definitivo                       |
| C                | Luca Castiglia                | Padova         | fine prestito                    |
| C                | Tomasz Kupisz                 | Bari           | prestito                         |
| C                | Andrea Schiavone (calciatore) | Bari           | prestito                         |
| A                | Mirko Antonucci               | Roma           | prestito                         |
| A                | Cristiano Lombardi            | Lazio          | rinnovo prestito                 |
| A                | Gennaro Tutino                | Napoli         | prestito con diritto di opzione  |
| Altre operazioni |                               |                |                                  |
| R.               | Nome                          | da             | Modalità                         |
| D                | Mirko Esposito                | Rieti          | fine prestito                    |
| D                | Antonio Granata               | Rieti          | fine prestito                    |
| C                | Daniele Altobelli             | Feralpisalò    | fine prestito                    |
| C                | Clemente Crisci               | Sanfeliciana   | svincolato                       |
| C                | Agostino Del Regno            | Rieti          | fine prestito                    |
| C                | Marco Firenze                 | Venezia        | fine prestito                    |
| C                | Edoardo Iannoni               | Trastevere     | definitivo                       |
| C                | Sedrick Kalombo               | Rieti          | fine prestito                    |
| C                | Carlo Martorelli              | Ravenna        | svincolato                       |
| C                | Gaetano Vitale                | Sorrento       | definitivo                       |
| A                | Giuseppe Barone               | Perugia        | svincolato                       |
| A                | Iacopo Cernigoi               | Sambenedettese | fine prestito                    |
| A                | Filippo D'Andrea              | Fiuggi         | definitivo                       |
| A                | Giuseppe Fella                | Monopoli       | definitivo                       |
| A                | Antonino Musso                | Paganese       | fine prestito                    |
| A                | Francesco Orlando             | Sambenedettese | fine prestito                    |
| A                | Emilio Volpicelli             | Sambenedettese | fine prestito                    |

| Cessioni         | Cessioni                | Cessioni    | Cessioni      |
| R.               | Nome                    | a           | Modalità      |
| ---------------- | ----------------------- | ----------- | ------------- |
| P                | Daniele Lazzari         |             | svincolato    |
| P                | Stefano Russo           |             | svincolato    |
| P                | Gianmarco Vannucchi     | Padova      | svincolato    |
| D                | Jean-Claude Billong     | Benevento   | fine prestito |
| D                | Felipe Curcio           | Padova      | prestito      |
| D                | Thomas Heurtaux         |             | svincolato    |
| D                | Paweł Jaroszyński       | Genoa       | fine prestito |
| D                | Marco Migliorini        | Novara      | definitivo    |
| C                | Jean-Daniel Akpa-Akpro  | Lazio       | definitivo    |
| C                | Sofian Kiyine           | Lazio       | fine prestito |
| C                | Cristiano Lombardi      | Lazio       | fine prestito |
| C                | Fabio Maistro           | Lazio       | fine prestito |
| C                | Alessandro Rosina       |             | fine carriera |
| A                | Alessio Cerci           |             | svincolato    |
| A                | Lamin Jallow            | Vicenza     | definitivo    |
| Altre operazioni |                         |             |               |
| R.               | Nome                    | a           | Modalità      |
| P                | Antonio Russo           | Bisceglie   | prestito      |
| D                | Mirko Esposito          | Mantova     | prestito      |
| D                | Gioacchino Galeotafiore | Foggia      | prestito      |
| D                | Bruno Pio Giordano      | Turris      | definitivo    |
| D                | Antonio Granata         | Cavese      | definitivo    |
| C                | Daniele Altobelli       | Catanzaro   | definitivo    |
| C                | Luca Castiglia          | Modena      | prestito      |
| C                | Clemente Crisci         | Messina     | prestito      |
| C                | Marco Firenze           | Novara      | prestito      |
| C                | Sedrick Kalombo         | Foggia      | prestito      |
| C                | Gaetano Vitale          | Foggia      | prestito      |
| A                | Iacopo Cernigoi         | Juve Stabia | prestito      |
| A                | Filippo D'Andrea        | Foggia      | prestito      |
| A                | Giuseppe Fella          | Avellino    | prestito      |
| A                | Carmine Iannone         | Foggia      | prestito      |
| A                | Antonino Musso          | Bisceglie   | prestito      |
| A                | Francesco Orlando       | Juve Stabia | prestito      |
| A                | Emilio Volpicelli       | Matelica    | prestito      |

### Sessione invernale(dal 04/01 al 01/02)
| Acquisti         | Acquisti             | Acquisti  | Acquisti      |
| R.               | Nome                 | da        | Modalità      |
| ---------------- | -------------------- | --------- | ------------- |
| D                | Riza Durmisi         | Lazio     | prestito      |
| D                | Paweł Jaroszyński    | Genoa     | prestito      |
| D                | Sanasi Sy            | Amiens    | definitivo    |
| C                | Reda Boultam         | Triestina | prestito      |
| C                | Mamadou Coulibaly    | Udinese   | prestito      |
| C                | Sofian Kiyine        | Lazio     | prestito      |
| A                | Julian Kristoffersen |           | svincolato    |
| Altre operazioni |                      |           |               |
| R.               | Nome                 | da        | Modalità      |
| C                | Marco Firenze        | Novara    | fine prestito |
| A                | Carmine Iannone      | Foggia    | fine prestito |

| Cessioni         | Cessioni          | Cessioni    | Cessioni      |
| R.               | Nome              | a           | Modalità      |
| ---------------- | ----------------- | ----------- | ------------- |
| D                | Joel Baraye       | Padova      | fine prestito |
| D                | Antreas Karo      | Lazio       | fine prestito |
| D                | Walter López      | Triestina   | definitivo    |
| A                | Niccolò Giannetti | Pescara     | prestito      |
| Altre operazioni |                   |             |               |
| R.               | Nome              | a           | Modalità      |
| C                | Marco Firenze     | Padova      | prestito      |
| C                | Edoardo Iannoni   | Juve Stabia | prestito      |

## Risultati

### Serie B

#### Girone di andata
| Arbitro: | Fabbri (Ravenna) |

|              |           |           |
| Casasola 84’ | Marcatori | 83’ Ménez |

| Arbitro: | Massimi (Termoli) |

|           |           |                      |
| Mogoș 24’ | Marcatori | 34’ Tutino 64’ Đurić |

| Arbitro: | Ghersini (Genova) |

|                                 |           |                       |
| Tutino 27’, 63’ Kupisz 57’, 71’ | Marcatori | 81’ (rig.) M. Marconi |

| Arbitro: | Illuzzi (Molfetta) |

|               |           |                  |
| L. Rigoni 43’ | Marcatori | 25’ (rig.) Đurić |

| Arbitro: | Giua (Olbia) |

|              |           |  |
| Anderson 87’ | Marcatori |  |

| Salerno 31 ottobre 2020, ore 16:00 CET 6ª giornata | Salernitana       | 3 – 0 | Reggiana | Stadio Arechi\| Arbitro: \| Marchetti (Ostia) \| |
| Arbitro:                                           | Marchetti (Ostia) |       |          |                                                  |

| Arbitro: | Pezzuto (Lecce) |

|                            |           |  |
| Valoti 6’ Di Francesco 41’ | Marcatori |  |

| Arbitro: | Ros (Pordenone) |

|                      |           |             |
| Đurić 28’ Kupisz 70’ | Marcatori | 1’ Valzania |

| Arbitro: | Dionisi (L'Aquila) |

|  |           |            |
|  | Marcatori | 50’ Tutino |

| Arbitro: | Prontera (Bologna) |

|            |           |  |
| Bogdan 86’ | Marcatori |  |

| Arbitro: | Aureliano (Bologna) |

|                                        |           |                   |
| Van de Loi 3’ Špalek 21’ Bjarnason 76’ | Marcatori | 43’ (rig.) Tutino |

| Arbitro: | Chiffi (Padova) |

|             |           |                         |
| Capezzi 11’ | Marcatori | 53’ (rig.) Mar. Mancosu |

| Frosinone 18 dicembre 2020, ore 21:00 CET 13ª giornata | Frosinone             | 0 – 0 referto | Salernitana | Stadio Benito Stirpe (0 spett.)\| Arbitro: \| Abbattista (Molfetta) \| |
| Arbitro:                                               | Abbattista (Molfetta) |               |             |                                                                        |

| Arbitro: | Ghersini (Genova) |

|                             |           |                  |
| Tutino 47’ Đurić 66’ (rig.) | Marcatori | 38’ Mat. Mancosu |

| Arbitro: | Pairetto (Nichelino) |

|             |           |                   |
| Črnigoj 90’ | Marcatori | 34’, 38’ Anderson |

| Arbitro: | Sacchi (Macerata) |

|                                          |           |  |
| Balotelli 4’ Barillà 45’ Armellino 90+5’ | Marcatori |  |

| Arbitro: | Rapuano (Rimini) |

|  |           |                        |
|  | Marcatori | 73’ Barison 90+3’ Diaw |

| Arbitro: | Pairetto (Nichelino) |

|                                                             |           |  |
| S. Ricci 19’ Štulac 28’ Mancuso 35’ Parisi 42’ Olivieri 87’ | Marcatori |  |

| Arbitro: | Marini (Roma) |

|                        |           |  |
| Gondo 8’ Cicerelli 25’ | Marcatori |  |

#### Girone di ritorno
| Reggio Calabria 1º febbraio 2021, ore 21:00 CET 20ª giornata | Reggina          | 0 – 0 referto | Salernitana | Stadio Oreste Granillo (0 spett.)\| Arbitro: \| Abisso (Palermo) \| |
| Arbitro:                                                     | Abisso (Palermo) |               |             |                                                                     |

| Arbitro: | Sozza (Seregno) |

|            |           |                |
| Tutino 23’ | Marcatori | 50’ M. De Luca |

| Arbitro: | Prontera (Bologna) |

|                               |           |                           |
| Mazzitelli 53’ M. Marconi 73’ | Marcatori | 76’ Tutino 90+3’ Casasola |

| Arbitro: | Camplone (Pescara) |

|         |           |                |
| Aya 81’ | Marcatori | 83’ Giacomelli |

| Arbitro: | Abbattista (Molfetta) |

|  |           |                |
|  | Marcatori | 2’, 24’ Tutino |

| Reggio Emilia 26 febbraio 2021, ore 19:00 CET 25ª giornata | Reggiana       | 0 – 0 referto | Salernitana | Mapei Stadium - Città del Tricolore (0 spett.)\| Arbitro: \| Serra (Torino) \| |
| Arbitro:                                                   | Serra (Torino) |               |             |                                                                                |

| Salerno 2 marzo 2021, ore 19:00 CET 26ª giornata | Salernitana      | 0 – 0 referto | SPAL | Stadio Arechi (0 spett.)\| Arbitro: \| Irrati (Pistoia) \| |
| Arbitro:                                         | Irrati (Pistoia) |               |      |                                                            |

| Arbitro: | Illuzzi (Molfetta) |

|  |           |           |
|  | Marcatori | 14’ Đurić |

| Salerno 13 marzo 2021, ore 16:00 CET 28ª giornata | Salernitana    | 0 – 0 referto | Cosenza | Stadio Arechi (0 spett.)\| Arbitro: \| Volpi (Arezzo) \| |
| Arbitro:                                          | Volpi (Arezzo) |               |         |                                                          |

| Cittadella 16 marzo 2021, ore 19:00 CET 29ª giornata | Cittadella             | 0 – 0 referto | Salernitana | Stadio Piercesare Tombolato (0 spett.)\| Arbitro: \| Manganiello (Pinerolo) \| |
| Arbitro:                                             | Manganiello (Pinerolo) |               |             |                                                                                |

| Arbitro: | Santoro (Messina) |

|            |           |  |
| Bogdan 24’ | Marcatori |  |

| Arbitro: | Chiffi (Padova) |

|                          |           |  |
| Pettinari 44’ Maggio 72’ | Marcatori |  |

| Arbitro: | Ayroldi (Molfetta) |

|               |           |  |
| Cicerelli 55’ | Marcatori |  |

| Arbitro: | Paterna (Teramo) |

|  |           |                                  |
|  | Marcatori | 14’ Veseli 17’ Bogdan 60’ Tutino |

| Arbitro: | Fourneau (Roma) |

|                    |           |           |
| Gondo 90+2’, 90+4’ | Marcatori | 28’ Maleh |

| Arbitro: | Abbattista (Molfetta) |

|           |           |                                   |
| Gondo 51’ | Marcatori | 49’ Frattesi 81’, 90+1’ Balotelli |

| Arbitro: | Marini (Roma) |

|              |           |                              |
| Misuraca 68’ | Marcatori | 6’ Gondo 90+6’ (rig.) Tutino |

| Arbitro: | Fabbri (Ravenna) |

|                           |           |  |
| Bogdan 32’ Anderson 90+3’ | Marcatori |  |

| Arbitro: | Prontera (Bologna) |

|  |           |                                             |
|  | Marcatori | 67’ (rig.) Anderson 72’ Casasola 81’ Tutino |

### Coppa Italia
| Arbitro: | Paterna (Teramo) |

|                                      |           |  |
| Tutino 53’ Cicerelli 60’ Capezzi 88’ | Marcatori |  |

| Arbitro: | Prontera (Bologna) |

|               |           |  |
| La Gumina 54’ | Marcatori |  |

## Statistiche
Statistiche aggiornate al 10 maggio 2021.

### Statistiche di squadra
| Competizione | Punti | In casa | In casa | In casa | In casa | In casa | In casa | In trasferta | In trasferta | In trasferta | In trasferta | In trasferta | In trasferta | Totale | Totale | Totale | Totale | Totale | Totale | DR  |
| Competizione | Punti | G       | V       | N       | P       | Gf      | Gs      | G            | V            | N            | P            | Gf           | Gs           | G      | V      | N      | P      | Gf     | Gs     | DR  |
| ------------ | ----- | ------- | ------- | ------- | ------- | ------- | ------- | ------------ | ------------ | ------------ | ------------ | ------------ | ------------ | ------ | ------ | ------ | ------ | ------ | ------ | --- |
| Serie B      | 69    | 19      | 11      | 6       | 2       | 26      | 13      | 19           | 8            | 6            | 5            | 20           | 21           | 38     | 19     | 12     | 7      | 46     | 33     | +13 |
| Coppa Italia | -     | 1       | 1       | 0       | 0       | 3       | 0       | 1            | 0            | 0            | 1            | 0            | 1            | 2      | 1      | 0      | 1      | 3      | 1      | +2  |
| Totale       | 69    | 20      | 12      | 6       | 2       | 29      | 13      | 20           | 8            | 6            | 6            | 20           | 22           | 40     | 20     | 12     | 8      | 49     | 34     | +15 |

### Andamento in campionato
| Giornata  | 1 | 2 | 3 | 4 | 5 | 6 | 7 | 8 | 9 | 10 | 11 | 12 | 13 | 14 | 15 | 16 | 17 | 18 | 19 | 20 | 21 | 22 | 23 | 24 | 25 | 26 | 27 | 28 | 29 | 30 | 31 | 32 | 33 | 34 | 35 | 36 | 37 | 38 |
| --------- | - | - | - | - | - | - | - | - | - | -- | -- | -- | -- | -- | -- | -- | -- | -- | -- | -- | -- | -- | -- | -- | -- | -- | -- | -- | -- | -- | -- | -- | -- | -- | -- | -- | -- | -- |
| Luogo     | C | T | C | T | C | C | T | C | T | C  | T  | C  | T  | C  | T  | T  | C  | T  | C  | T  | C  | T  | C  | T  | T  | C  | T  | C  | T  | C  | T  | C  | T  | C  | C  | T  | C  | T  |
| Risultato | N | V | V | N | V | V | P | V | V | V  | P  | N  | N  | V  | V  | P  | P  | P  | V  | N  | N  | N  | N  | V  | N  | N  | V  | N  | N  | V  | P  | V  | V  | V  | P  | V  | V  | V  |
| Posizione | 7 | 6 | 2 | 3 | 3 | 1 | 2 | 2 | 1 | 1  | 1  | 2  | 3  | 2  | 1  | 2  | 2  | 6  | 3  | 4  | 4  | 4  | 6  | 4  | 4  | 4  | 3  | 3  | 4  | 3  | 4  | 3  | 3  | 3  | 3  | 2  | 2  | 2  |

Legenda:

Luogo: C = Casa; T = Trasferta. Risultato: V = Vittoria; N = Pareggio; P = Sconfitta.

### Statistiche dei giocatori
| Giocatore        | Serie B  | Serie B | Serie B     | Serie B    | Coppa Italia | Coppa Italia | Coppa Italia | Coppa Italia | Totale   | Totale | Totale      | Totale     |
| Giocatore        | Presenze | Reti    | Ammonizioni | Espulsioni | Presenze     | Reti         | Ammonizioni  | Espulsioni   | Presenze | Reti   | Ammonizioni | Espulsioni |
| ---------------- | -------- | ------- | ----------- | ---------- | ------------ | ------------ | ------------ | ------------ | -------- | ------ | ----------- | ---------- |
| M. Adamonis      | 3        | 0       | 1           | 0          | 0            | 0            | 0            | 0            | 3        | 0      | 1           | 0          |
| A. Anderson      | 28       | 5       | 8           | 0          | 0            | 0            | 0            | 0            | 28       | 5      | 8           | 0          |
| M. Antonucci     | 3        | 0       | 0           | 0          | 1            | 0            | 0            | 0            | 4        | 0      | 0           | 0          |
| R. Aya           | 23       | 1       | 4           | 0          | 1            | 0            | 0            | 0            | 24       | 1      | 4           | 0          |
| J. Baraye        | 1        | 0       | 0           | 0          | 0            | 0            | 0            | 0            | 1        | 0      | 0           | 0          |
| V. Belec         | 34       | -34     | 2           | 0          | 2            | -1           | 0            | 0            | 36       | -35    | 2           | 0          |
| L. Bogdan        | 20       | 4       | 3           | 1          | 1            | 0            | 0            | 0            | 21       | 4      | 3           | 1          |
| R. Boultam       | 1        | 0       | 0           | 0          | 0            | 0            | 0            | 0            | 1        | 0      | 0           | 0          |
| L. Capezzi       | 33       | 2       | 0           | 1          | 2            | 1            | 0            | 0            | 35       | 3      | 0           | 1          |
| T. Casasola      | 35       | 3       | 8           | 0          | 2            | 0            | 0            | 0            | 37       | 3      | 8           | 0          |
| E. Cicerelli     | 28       | 2       | 2           | 0          | 2            | 1            | 0            | 0            | 30       | 3      | 2           | 0          |
| M. Coulibaly     | 18       | 0       | 5           | 0          | 0            | 0            | 0            | 0            | 18       | 0      | 5           | 0          |
| F. Curcio        | 2        | 0       | 0           | 0          | 1            | 0            | 0            | 0            | 3        | 0      | 0           | 0          |
| F. Di Tacchio    | 34       | 0       | 10          | 1          | 1            | 0            | 1            | 0            | 35       | 0      | 11          | 1          |
| M. Đurić         | 35       | 5       | 5           | 0          | 1            | 0            | 1            | 0            | 36       | 5      | 6           | 0          |
| R. Durmisi       | 5        | 0       | 0           | 0          | 0            | 0            | 0            | 0            | 5        | 0      | 0           | 0          |
| P. Dziczek       | 15       | 0       | 5           | 0          | 1            | 0            | 1            | 0            | 16       | 0      | 6           | 0          |
| N. Giannetti     | 13       | 0       | 3           | 0          | 2            | 0            | 0            | 0            | 15       | 0      | 3           | 0          |
| C. Gondo         | 27       | 5       | 2           | 0          | 1            | 0            | 0            | 0            | 28       | 5      | 2           | 0          |
| G. Guerrieri     | 0        | 0       | 0           | 0          | 0            | 0            | 0            | 0            | 0        | 0      | 0           | 0          |
| N. Gyömbér       | 35       | 0       | 8           | 0          | 2            | 0            | 0            | 0            | 37       | 0      | 8           | 0          |
| E. Iannoni       | 1        | 0       | 0           | 0          | 1            | 0            | 0            | 0            | 2        | 0      | 0           | 0          |
| P. Jaroszyński   | 16       | 0       | 2           | 0          | 0            | 0            | 0            | 0            | 16       | 0      | 2           | 0          |
| J. Kristoffersen | 6        | 0       | 0           | 0          | 0            | 0            | 0            | 0            | 6        | 0      | 0           | 0          |
| A. Karo          | 1        | 0       | 0           | 0          | 2            | 0            | 0            | 0            | 3        | 0      | 0           | 0          |
| S. Kiyine        | 13       | 0       | 5           | 0          | 0            | 0            | 0            | 0            | 13       | 0      | 5           | 0          |
| T. Kupisz        | 30       | 3       | 1           | 0          | 2            | 0            | 0            | 0            | 32       | 3      | 1           | 0          |
| C. Lombardi      | 3        | 0       | 0           | 0          | 1            | 0            | 0            | 0            | 4        | 0      | 0           | 0          |
| W. López         | 14       | 0       | 3           | 0          | 1            | 0            | 0            | 0            | 15       | 0      | 3           | 0          |
| V. Mantovani     | 16       | 0       | 1           | 0          | 1            | 0            | 0            | 0            | 17       | 0      | 1           | 0          |
| A. Micai         | 0        | 0       | 0           | 0          | 0            | 0            | 0            | 0            | 0        | 0      | 0           | 0          |
| M. Migliorini    | 1        | 0       | 1           | 0          | 0            | 0            | 0            | 0            | 1        | 0      | 1           | 0          |
| A. Schiavone     | 27       | 0       | 2           | 0          | 2            | 0            | 0            | 0            | 29       | 0      | 2           | 0          |
| S. Sy            | 1        | 0       | 0           | 0          | 0            | 0            | 0            | 0            | 1        | 0      | 0           | 0          |
| G. Tutino        | 36       | 13      | 4           | 0          | 2            | 1            | 0            | 0            | 38       | 14     | 4           | 0          |
| F. Veseli        | 23       | 1       | 5           | 0          | 0            | 0            | 0            | 0            | 23       | 1      | 5           | 0          |